# Sarcophaga platariae
Sarcophaga platariae är en tvåvingeart som beskrevs av Povolny 1992. Sarcophaga platariae ingår i släktet Sarcophaga och familjen köttflugor.
Artens utbredningsområde är Grekland. Inga underarter finns listade i Catalogue of Life.